# Cox's Cove
Cox's Cove est une ville située dans la province de Terre-Neuve-et-Labrador au Canada. La population y était de 646 habitants en 2006. La plupart des habitants de Cox's Cove sont des retraités.